# Labilna
Labilna – piąty album studyjny serbskiej piosenkarki Any Nikolić wydany 11 maja 2016 roku nakładem wytwórni Balkaton oraz dwa tygodnie później przez City Records.

## Lista utworów
| Nr | Tytuł utworu              | Słowa                                     | Muzyka             | Długość |
| -- | ------------------------- | ----------------------------------------- | ------------------ | ------- |
| 1. | „Frigidna (feat. Rasta)”  | Marina Tucaković, Stefan Đurić Rasta      | Stefan Đurić Rasta | 3:07    |
| 2. | „Mala”                    | Stefan Đurić Rasta                        | Stefan Đurić Rasta | 3:13    |
| 3. | „Telo”                    | Marina Tucaković                          | Damir Handanović   | 3:26    |
| 4. | „Da Te Vratim”            | Marina Tucaković, Stefan Đurić Rasta      | Stefan Đurić Rasta | 2:37    |
| 5. | „Labilna”                 | Stefan Đurić Rasta                        | Stefan Đurić Rasta | 3:16    |
| 6. | „200/100”                 | Marina Tucaković                          | Damir Handanović   | 3:41    |
| 7. | „Konkretno (feat. Rasta)” | Stefan Đurić Rasta, Antonije Stojiljković | Stefan Đurić Rasta | 3:03    |
| 8. | „Frikovi”                 | Marina Tucaković                          | Stefan Đurić Rasta | 3:13    |
|    |                           |                                           |                    | 25:36   |

## Twórcy
- Ana Nikolić – śpiew
- Stefan Đurić Rasta – produkcja muzyczna
- Slobodan Veljkovic Coby – aranżacje
- Vanja Ulepic Oneya – miks, mastering